# 全国高等専門学校体育大会柔道競技
全国高等専門学校体育大会柔道競技（ぜんこくこうとうせんもんがっこうたいいくたいかいじゅうどうきょうぎ）とは、毎年8月に行われる高等専門学校（高専）の柔道部を対象とした全国大会。主催は全国高等専門学校連合会、後援は文部科学省、日本スポーツ協会、全日本柔道連盟等。
令和5年現在、男子団体戦と男女各4階級からなる個人戦が行われている。
男子団体戦は北海道、東北、関東信越、東海北陸、近畿、中国、四国、九州沖縄での各地区予選を勝ち上がった計12校の代表が3チームずつ４つのグループに分けて予選リーグを行い、各グループの1位が決勝トーナメントに進み、準決勝と決勝を行う。平成7年の第30回大会以降は3位決定戦を実施せず、準決勝敗退の２校が３位として表彰される。前年の入賞校は予選振り分けの際にシードされる。女子は団体戦は実施していない。
男女個人戦は上記各地区より勝ち上がった最大１６名の代表がトーナメント方式で争われる。令和６年の第５９回大会より欠員が出た地区があれば出場枠を他の出場者の多い地区に振り分けるようになった。男子は66㎏、73㎏、81㎏、無差別の４階級、女子は52㎏、57㎏、63㎏、無差別の4階級。

## 歴代成績（男子団体戦・男女個人戦）
| 回 | 開催年     | 開催地 | 男子団体 優勝校 | 男子団体 準優勝校 | 男子団体 第３位校  | 男子個人優勝選手                                                                 | 女子個人優勝選手                                                                    |
| -- | ---------- | ------ | --------------- | ----------------- | ------------------ | -------------------------------------------------------------------------------- | ----------------------------------------------------------------------------------- |
| １ | S41 (1966) | 愛知   | 八戸            | 宇部              | 大分               |                                                                                  |                                                                                     |
| 2  | S42 (1967) | 京都   | 東京都立        | 神戸市立          | 鹿児島             | (軽)坂元康雄･東京都立 (中)平沢清･神戸市立 (重)浦民雄･金沢                        |                                                                                     |
| ３ | S43 (1968) | 群馬   | ー              | ー                | ー                 |                                                                                  |                                                                                     |
| ４ | S44 (1969) | 宮城   | 東京都立②       | 豊田              | 金沢               | （軽)城康典･東京都立 (中)富樫貞雄･宮城 (重)斉藤敏弘･八戸                         |                                                                                     |
| 5  | S45 (1970) | 三重   | 金沢            | 鹿児島            | 一関               | （無差別）桃井宣一･熊野                                                          |                                                                                     |
| ６ | S46 (1971) | 大阪   | 八戸②           | 大島商船          | 弓削商船           | （軽)浜本哲生･宇部 (中)佐藤郭･福島 (重)清水勉･金沢                               |                                                                                     |
| 7  | S47 (1972) | 栃木   | 釧路            | 宇部              | 弓削商船           | (軽)浜本哲生･宇部 (中)古賀英司･大島商船 (重)白崎志朗(都立)                       |                                                                                     |
| ８ | S48 (1973) | 岡山   | 鶴岡            | 有明              | 宇部               | (軽)浜本哲生･宇部 (中)川村忠生･有明 (重)長谷部良人･富山商船                      |                                                                                     |
| 9  | S49 (1974) | 福井   | 富山商船        | 久留米            | 大島商船           | （軽)鈴木誠二･釧路 (中)鈴木啓之･宮城 (重)阿部克彦･新居浜                         |                                                                                     |
| 10 | S50 (1975) | 兵庫   | 久留米          | 長岡              | 富山商船           | （軽)居城政敏･長岡 (中)江藤豊･有明 (重)長谷部良人･富山商船                       |                                                                                     |
| 11 | S51 (1976) | 新潟   | 都城            | 長岡              | 八戸               | （軽)尾崎良明･津山 (中)富山豊･長岡 (重)田中一美･熊本電波                         |                                                                                     |
| 12 | S52 (1977) | 福島   | 弓削商船        | 富山商船          | 熊本電波           | （軽)松本栄作･大島商船 (中)富山豊･長岡 (重)米岡勝良･大島商船                     |                                                                                     |
| 13 | S53 (1978) | 岐阜   | 熊本電波        | 富山商船          | 松江               | （軽)伏見慎一･富山商船 (中)早野仁･高知 (重)町田芳文･八戸                         |                                                                                     |
| 14 | S54 (1979) | 奈良   | 高知            | 八戸              | 小山               | （軽)中村耕一･明石 (中)早野仁･高知 (重)西村修･熊本電波                           |                                                                                     |
| 15 | S55 (1980) | 長野   | 明石            | 福島              | 富山               | （軽)伏見慎一･富山商船 (中)根本大助･奈良 (重)門間憲司･福島                       |                                                                                     |
| 16 | S56 (1981) | 広島   | 明石②           | 八戸              | 小山               | （軽)針谷成美･大島商船 (中)大原智喜･鳥羽商船 (重)鎌倉一寿･八戸                   |                                                                                     |
| 17 | S57 (1982) | 宮城   | 明石③           | 富山              | 八戸               | （軽)油谷康･豊田 (中)菅原英宗･福島 (重)対馬満･八戸                               |                                                                                     |
| 18 | S58 (1983) | 富山   | 明石④           | 八戸              | 富山               | （軽)笠原克浩･長岡 (中)小瀬川忠司･熊野 (重)城谷和孝･明石                         |                                                                                     |
| 19 | S59 (1984) | 和歌山 | 富山②           | 明石              | 八戸               | （軽)小森剛･富山 (中)白幡英樹･鶴岡 (重)中井康文･明石                             |                                                                                     |
| 20 | S60 (1985) | 茨城   | 富山③           | 明石              | 東京都立           | （軽)藤原雅次･高知 (中)和田信二･都城 (重)阿部裕修･東京都立                       |                                                                                     |
| 21 | S61 (1986) | 山口   | 富山④           | 明石              | 釧路               | （軽)小森剛･富山 (中)伊藤暢章･鈴鹿 (重)栄則一･富山                               |                                                                                     |
| 22 | S62 (1987) | 秋田   | 明石⑤           | 富山              | 秋田               | (軽)小森剛･富山 (中)伊藤暢章･鈴鹿 (軽重)成田光･八戸 (重)倭啓典･熊野              |                                                                                     |
| 23 | S63 (1988) | 福岡   | 富山⑤           | 明石              | 八戸               | (軽)竹沢亨･富山 (中)玉川高之･宇部 (軽重)光･八戸 (重)畔田博文･富山                |                                                                                     |
| 24 | H1 (1989)  | 三重   | 富山⑥           | 八戸              | 宇部               | （軽)角谷俊紀･熊野 (中)大瀧孝宏･八戸 (軽重)玉川高之･宇部 (重)俊成安徳･明石       |                                                                                     |
| 25 | H2 (1990)  | 北海道 | 明石⑥           | 八戸              | 富山               | （軽)上原健･高知 (中)毎熊圭二･佐世保 (軽重)小熊秀和･長岡 (重)俊成安徳･明石       |                                                                                     |
| 26 | Ｈ3 (1991) | 香川   | 明石⑦           | 八代              | 富山               | (軽)宮崎雄二･高知 (中)諸岡辰弥･木更津 (軽重)大瀧孝宏･八戸 (重)岡田貴幸･秋田      |                                                                                     |
| 27 | Ｈ4 (1992) | 東京   | 八代            | 東京都立          | 富山               | （軽)山下達也･明石 (中)毎熊佳二･佐世保 (軽重)藤本昌典･明石 (重)岡田貴幸･秋田     |                                                                                     |
| 28 | Ｈ5 (1993) | 島根   | 一関            | 八代              | 東京都立           | （軽)日高･沼津 (中)三好･高松 (軽重)坂本究･熊本電波 (重)岡田貴幸･秋田             |                                                                                     |
| 29 | H6 (1994)  | 山形   | 熊野            | 東京都立          | 富山               | （軽)横井健二･阿南 (中)綾良輔･函館 (軽重)坂本究･熊本電波 (重)岡田貴幸･秋田       |                                                                                     |
| 30 | H7 (1995)  | 兵庫   | 富山⑦           | 熊本電波          | 一関／釧路         | (60)小川剛･富山 (71)渡辺勇二･岐阜 (86)尾形謙･宮城 (超)谷口信人･富山              |                                                                                     |
| 31 | H8 (1996)  | 熊本   | 富山⑧           | 熊本電波          | 長岡／岐阜         | （60)川邊由己･熊野 (71)渡辺勇二･岐阜 (86)高垣亘･和歌山 (超)谷口信人･富山         |                                                                                     |
| 32 | H9 (1997)  | 三重   | 長岡            | 宮城              | 熊本電波／茨城     | （60)八朔智幸･明石 (71)渡辺勇二･岐阜 (86)伊東弘喜･宮城 (超)鰐渕良則･長岡         | (52)熊谷千恵･函館 (超)中川由美子･岐阜                                               |
| 33 | H10 (1998) | 千葉   | 宮城            | 明石              | 熊本電波／長岡     | （60)西岡潤･長野 (73)内田拓道･函館 (90)安住晋平･宮城 (超)船本豪･熊本電波         | （52)佐藤愛子･岐阜 (超)佐々木千恵･宮城                                              |
| 34 | H11 (1999) | 徳島   | 明石⑧           | 宮城              | 大分／八戸         | （60)西岡潤･長野 (73)鈴木幸司･函館 (90)中崎和･明石 (超)鰐渕良則･長岡             | （52)石黒真梨･釧路 (超)山本綾香･富山                                                |
| 35 | H12 (2000) | 北海道 | 岐阜            | 宮城              | 函館／大分         | （60)鳥本直貴･岐阜 (73)桑原勝洋･八代 (90)赤間智･宮城 (超)成田和之･近大           | （52)水摩郁美･木更津 (超)山本綾香･富山                                              |
| 36 | H13 (2001) | 山口   | 岐阜②           | 近畿大学          | 長岡／大分         | （60)大場暁･宮城 (73)梅本崇之･函館 (90)宮加谷陽次･広島商船 (超)丸橋明雄･岐阜     | （52)秦野舞･明石 (超)鈴木理恵･宮城                                                  |
| 37 | H14 (2002) | 宮城   | 近畿大学②       | 宮城              | 木更津／阿南       | (60)山本将貴･近大 (73)梅本崇之･函館 (90)高井信秀･岐阜 (超)石本知図･近大          | （52)早津京子･小山 (超)三浦明日香･岐阜                                              |
| 38 | H15 (2003) | 熊本   | 岐阜③           | 八戸              | 木更津／長岡       | （60)塙健･福島 (73)田口信司･高松 (90)石崎匡晃･木更津 (超)石本知図･近大           | (48)庄司智美･宮城 (52)早津京子･小山 (63)石本さくら･近大 (超)三浦明日香･岐阜         |
| 39 | H16 (2004) | 岐阜   | 近畿大学③       | 明石              | 木更津／岐阜       | (60)塙健･福島 (73)松田昌幸･近大 (90)大谷誠司･近大 (超)細川聡･八戸                | (48)庄司智美･宮城 (52)橋本江里子･木更津 (63)石本さくら･近大 (超)三浦明日香･岐阜     |
| 40 | H17 (2005) | 新潟   | 近畿大学④       | 八戸              | 富山／長岡         | (60)田淵祥吾･明石 (73)松田昌幸･近大 (90)田中秀和･近大 (超)細川聡･八戸            | (48)庄司智美･宮城 (52)田中三香子･宮城 (63)熊本友子･佐世保 (超)田中あゆみ･近大       |
| 41 | H18 (2006) | 兵庫   | 近畿大学⑤       | 明石              | 富山／岐阜         | (60)北村拓也･長野 (73)塙健･福島 (90)堺田玉輝･有明 (超)細川聡･八戸                | (48)庄司智美･宮城 (52)石本さくら･近大 (63)前原美佳･岐阜 (超)白松未央･宮城           |
| 42 | H19 (2007) | 愛媛   | 近畿大学⑥       | 岐阜              | 富山／宮城         | (60)名久井将直･八戸 (73)岡原快･茨城 (90)浅田陽次郎･久留米 (超)橋本将大･近大      | (48)尾崎直子･明石 (52)石本さくら･近大 (63)谷口亜紗美･近大 (超)石川真理子･岐阜       |
| 43 | H20 (2008) | 北海道 | 近畿大学⑦       | 岐阜              | 富山／宮城         | (60)大谷勇馬･近大 (73)岡原快･茨城 (90)矢吹和久･近大 (超)橋本将大･近大            | (48)木村真子･函館 (52)岩下由香里･近大 (63)前原美佳･岐阜 (超)石川真理子･岐阜         |
| 44 | H21 (2009) | 大分   | 近畿大学⑧       | 岐阜              | 富山／宮城         | (60)大谷勇馬･近大 (73)山川晴道･近大 (90)堺田玉輝･有明 (超)坂東利哉･岐阜          | (48)森山まゆ･鈴鹿 (52)岩下由香里･近大 (63)吉澤愛子･近大 (超)石川真理子･岐阜         |
| 45 | H22 (2010) | 富山   | 岐阜④           | 近畿大学          | 富山／仙台         | (60)柳澤慎之介･長野 (73)山川晴道･近大 (90)馬島孝治･岐阜 (超)村口亮･熊本電波      | (48)中村美希･近大 (52)橋本唯･近大 (63)吉澤愛子･近大 (超)東田紗希･有明               |
| 46 | H23 (2011) | 東京   | 仙台名取②       | 岐阜              | 近畿大学／富山本郷 | （60)山本潤･近大 (73)下岡和馬･近大 (90)岡原快･茨城 (超)服部裕希･近大             | (48)中村美希･近大 (52)橋本唯･近大 (63)石橋典子･久留米 (超)東田紗希･有明             |
| 47 | H24 (2012) | 山口   | 近畿大学⑨       | 岐阜              | 仙台名取／和歌山   | (60)檜作勇輝･近大 (73)前島圭佑･近大 (90)橘亮･明石 (超)小島風太･徳山              | (48)中村美希･近大 (52)神谷直･近大 (63)白川郁子･富山本郷 (超)傍島美月･岐阜           |
| 48 | H25 (2013) | 宮城   | 近畿大学⑩       | 岐阜              | 富山本郷／仙台名取 | (60)石垣直嗣･近大 (73)内田明邦･近大 (90)前島圭佑･近大 (超)田中弘光･近大          | (48)中村美希･近大 (52)神谷直･近大 (63)日比野真子･岐阜 (超)傍島美月･岐阜             |
| 49 | H26 (2014) | 愛媛   | 近畿大学⑪       | 岐阜              | 長岡／仙台名取     | (60)荒井大嗣･岐阜 (73)内田明邦･近大 (90)前島圭佑･近大 (超)田中弘光･近大          | (48)中村美希･近大 (52)浦田夢月･八戸 (63)小笹祐･米子 (超)傍島美月･岐阜               |
| 50 | H27 (2015) | 宮崎   | 岐阜⑤           | 近畿大学          | 長岡／仙台名取     | (60)荒井大嗣･岐阜 (73)井尾和樹･岐阜 (90)戌亥佑介･近大 (超)後藤康人･岐阜          | (48)渋谷知加･岐阜 (52)松田寧々･有明 (63)小笹佑･米子 (超)傍島美月･岐阜               |
| 51 | H28 (2016) | 石川   | 近畿大学⑫       | 岐阜              | 長岡／仙台名取     | (60)榎田純之介･都城 (73)川西渉吾･近大 (90)加納諒一･岐阜 (超)大坂磨秋･岐阜        | (48)中島葵･群馬 (52)松田寧々･有明 (63)常世田千尋･木更津 (超)傍島美月･岐阜           |
| 52 | H29 (2017) | 新潟   | 岐阜⑥           | 近畿大学          | 長岡／仙台名取     | (60)市岡翼･明石 (73)増田拓海･明石 (90)松久聖･岐阜 (超)竹脇壮志･富山射水          | (48)逆瀬川佑月･宇部 (52)松田寧々･有明 (63)大場遥加･米子 (超)佐藤洋子･産技品川       |
| 53 | H30 (2018) | 大分   | 岐阜⑦           | 仙台名取          | 近畿大学／富山本郷 | （60)山下達也･岐阜 (73)加納諒一･岐阜 (90)牛丸克幸･岐阜 (超)松久聖･岐阜           | (48)鈴木愛美･産技荒川 (52)松田寧々･有明 (63)大場遥加･米子 (超)佐藤洋子･産技品川     |
| 54 | R1 (2019)  | 鳥取   | 岐阜⑧           | 秋田              | 長岡／産技品川     | （60)牟田麗人･岐阜 (73)内山裕靖･近大 (90)岩崎一大･近大 (超)松久聖･岐阜           | (48)米井一颯･北九州 (52)椙原優月･大島商船 (63)川邊咲葵･和歌山 (超)佐藤洋子･産技品川 |
| 55 | R2 (2020)  | 三重   | （大会中止）    |                   |                    |                                                                                  |                                                                                     |
| 56 | R3 (2021)  | 秋田   | 仙台名取③       | 岐阜              | 秋田／香川高松     | (66)牟田麗人･岐阜 (73)小坂龍河･秋田 (81)日比野将大･岐阜 (無差別)嵯峨佑哉･秋田    | (48)佐々木未来･仙台名取 (52)小池沙弥･豊田 (63)森聖愛･和歌山 (無差別)雑賀天寧･岐阜   |
| 57 | R4 (2022)  | 香川   | 岐阜⑨           | 秋田              | 和歌山／松江       | （66)野嶋太智･長岡 (73)小林想･秋田 (81)日比野将大･岐阜 (無差別)今岡天太･津山     | (48)田島紗優･群馬 (52)森聖愛･和歌山 (63)雑賀天寧･岐阜 (無差別)石田真子･奈良         |
| 58 | R5 (2023)  | 千葉   | 岐阜⑩           | 仙台名取          | 香川高松／津山     | （66)清水陽生･岐阜 (73)井口陽登･和歌山 (81)日比野将大･岐阜 (無差別)伴音示朗･岐阜 | (48)上野日葵･和歌山 (52)小林陽南･長岡 (63)雑賀天寧･岐阜 (無差別)岡本凛･新居浜       |
| 59 | Ｒ6 (2024) | 北海道 | 仙台名取④       | 岐阜              | 秋田／松江         | (66)小藪奏大･和歌山 (73)井口陽登･和歌山 (81)永縄洸聖･岐阜 (無差別)千葉忍･秋田    | (48)関根史織･福島 (52)根本菜羽･津山 (63)雑賀天寧･岐阜 (無差別)石田眞子･奈良         |

●男子団体戦優勝回数
近畿大学高専　12回　（熊野高専時代を含む）
岐阜高専　　　10回
明石高専　　　  8回
富山高専　　　  8回　（富山商船高専時代を含む）
仙台高専名取　  ４回　（宮城高専時代を含む）
八戸高専　　　  2回
東京都立高専　  2回
熊本高専 　　　 2回     (熊本電波で1回、八代高専で1回）
金沢高専           1回　（現国際高専）　 
釧路高専　　　  １回
鶴岡高専           １回
久留米高専        １回
都城高専           １回
弓削商船高専     １回
高知高専           １回
一関高専 　　　  1回　